# Síndrome de cirurgia fallida de columna
La síndrome de cirurgia fallida de columna (SCFC) és una afecció caracteritzada per una raquiàlgia crònica en una zona de la columna vertebral després de cirurgia en aquesta zona, usualment una discectomia amb laminectomia (degut a aquesta última, se sol parlar així de síndrome postlaminectomia). Molts factors poden contribuir a l'aparició o desenvolupament d'SCFC, inclosos hèrnia discal residual o recurrent, pressió postoperatòria persistent sobre un nervi espinal, mobilitat articular alterada (sovint hipermobilitat articular amb inestabilitat), teixit cicatricial (fibrosi), depressió, ansietat, insomni, disfunció muscular espinal i fins i tot infecció per Cutibacterium acnes. Un individu pot estar predisposat al desenvolupament de l'SCFC a causa de trastorns sistèmics com diabetis, malalties autoimmunitàries o arteriopatia perifèrica.
Els símptomes més habituals associats a l'SCFC inclouen dolor difús, que afecta l'esquena o les cames. La sensibilitat anormal pot incloure dolor agut i punxant a les extremitats.
Els tractaments inclouen fisioteràpia, cura quiropràctica específica de baixa força, estimulador neuromuscular (com el TENS), bloqueig nerviós menor, medicina conductual, antiinflamatoris no esteroidals (AINE), estabilitzadors de membrana, antidepressius, neuroestimulador medul·lar i bomba de morfina intratecal. L'ús d'injeccions epidurals de glucocorticoides pot ser mínimament útil en alguns casos. S'està investigant l'ús dels anti-TNF.
El nombre de cirurgies espinals varia arreu del món. Els Estats Units i els Països Baixos presenten el nombre més elevat de cirurgies medul·lars, mentre que el Regne Unit i Suècia en registren el menor nombre. Darrerament, s'ha demanat un tractament quirúrgic més agressiu a Europa. Les taxes d'èxit de la cirurgia de la columna vertebral varien per moltes raons.